# Onofrio Paganini
Onofrio Paganini (Milano, circa 1705 – Venezia, 1776) è stato un attore teatrale italiano.

## Biografia
Attore e capocomico, nato a Milano agli inizi del XVIII secolo, Onofrio Paganini studiò e si laureò in lettere, ma prevalse in lui la passione per il teatro, ed esordì nella compagnia di Antonio Marchesini, con la quale recitò nei ruoli di "innamorato" col nome di Odoardo.
Per la figura piccola e tozza, la faccia rotonda e sanguigna, si affermò rapidamente nelle parti di secondo Zanni, e Antonio Piazza nel suo volume Il Teatro scrisse di lui: «Aveva una voce imbrogliata ed oscura, e pareva che le sue parole uscissero dall'esofago d'uno che mangiasse... Quel botticino, recitava sul gusto del secolo passato, e aveva la smania di fare ancora quelle parti, che gli stavano bene quarant'anni avanti».
Nel 1753 Paganini diventò capocomico sostituendo al San Giovanni Grisostomo di Venezia, la compagnia di Antonio Sacco, trasferitosi all'estero, creando una propria compagnia, scritturando anche ottimi attori, tra i quali Giuseppe Zanarini e la moglie Rosa Brunelli, attrice di buon talento, che in seconde nozze sposò il maestro di musica Baccelli.
Dopo il 1765 effettuò tournée in Spagna e in Portogallo.
Il figlio Francesco, recitò sia con il padre sia con la compagnia di Giovanni Simoni, ma ritornato col padre lo seguì in Portogallo.
Rientrato in Italia dapprima si unì ad Antonio Camerani, poi costituì una propria compagnia, mettendosi in evidenza come Brighella, con primadonna la moglie Anna Corona, che vedova sposerà Pietro Pianca. Anna Corona si rivelò una delle principali attrici del suo tempo, e grazie all'ingegno e alla grazia, ottenne successi nella commedia come nel dramma e nella tragedia.  Fu tra le prime interpreti del dramma importato dal teatro francese.
Onofrio Paganini morì a Venezia nel 1776.